# Giorgi Tsetsadze
Giorgi Tsetsadze (in georgiano გიორგი ცეცაძე?; 3 settembre 1974) è un allenatore di calcio georgiano.

## Palmarès

### Competizioni nazionali
- Campionato georgiano: 1

Samt'redia: 2016
- Supercoppa di Georgia: 1

Samt'redia: 2017